# (541030) 2018 AM5
(541030) 2018 AM5 es un asteroide perteneciente al cinturón de asteroides descubierto el 15 de octubre de 2012 por el equipo del Pan-STARRS desde el Observatorio de Haleakala, Hawái, Estados Unidos.

## Designación y nombre
Designado provisionalmente como 2018 AM5.

## Características orbitales
2018 AM5 está situado a una distancia media del Sol de 2,633 ua, pudiendo alejarse hasta 2,894 ua y acercarse hasta 2,372 ua. Su excentricidad es 0,099 y la inclinación orbital 8,804 grados. Emplea 1560,83 días en completar una órbita alrededor del Sol.

## Características físicas
La magnitud absoluta de 2018 AM5 es 17,3. 